# 津軽犬
津軽犬（つがるいぬ）とは、青森県原産の日本犬である。今日では犬種としては絶滅してしまった。

## 歴史
かなり古くから存在していた地犬で、青森の気候や狩る獲物にあわせた改良が行われて作り出された。そのため、現在のショードッグとは異なり外見よりも能力を重視した繁殖が行われていたため、サイズの厳密な設定などは行われていない。しかし、およその犬種サイズは中型犬と大型犬の境目程度の大きさになっている。
純津軽犬は秋田犬と同系であり、アイヌによって飼育されていたが、明治時代中期までいたが絶えたらしい。
他の日本犬と同じく狩猟のために使われ、パックでクマやイノシシの狩猟に使われていた。昔の猟師は津軽犬にこれらの獣を狩らせることによって田畑を荒らされるのを防ぐだけでなく、厳寒の冬場の貴重な食料調達も同時に行う役目も担っていた。
しかし、戦後に経済状況がよくなると、仕事が減ってしまう。一時的な日本犬ブームによって知名度が向上したものの、多くの犬が即席ブリーダーに高値で売却されて都会に持ち去られ、原産地での個体数は急激に減少してしまった。それにより良い血統のものは残らず、やむなく他の犬種と異種交配させざるをえなくなって、犬種としては絶滅してしまった。
斎藤弘吉は青森に立ち寄った際に、津軽犬が岩手犬のように秋田犬として売られていくことを嘆き、何とか保存できないか訴えていた。しかし、保存運動は成立しなかった。
しかし、その血は絶えることなく受け継がれ、津軽犬の血を引く犬は現在でもクマ狩りなどに使われているが、猟師の高齢化によりこの津軽犬の血を引く犬の数も非常に少なくなりつつある。津軽犬の完全消滅の危機は目前に迫っているが、あまりにも個体数が少ないため保存は困難を極めている。

## 特徴
がっしりとした筋骨たくましい日本犬で、マズルは太く短い。立ち耳・巻き尾又は刺し尾。コートは密生した厚いダブルコートで、毛色に制限は無い。体高・体重ははっきりと定まっていないが、サイズはおよそ中型犬と大型犬の中間くらいであると言われている。粗食にも耐え、寒さに強く体力が多い屈強な犬種で、性格は一人の主人にのみなつき、他の人に対してはなかなか馴染まない。ただし、パックのメンバーに対しては深い友好関係を築く。

## エキノコックスと津軽犬
津軽地方ではエキノコックスの一種である多包条虫が見られた。津軽地方で見られた理由として北海道の礼文島のエキノコックスの存在が示唆されている。礼文島には津軽の人々が開拓に関わっており、津軽犬との交流によって感染が広がったと考えられている。